# David Ezra Okonşar
 (mars 2024).
David Ezra Okonşar (né Mehmet Okonşar le 20 octobre 1961 à İstanbul) est un pianiste, compositeur, chef d'orchestre, écrivain et éducateur turco-belge.

## Biographie
Mehmet Okonşar est né à Istanbul (Turquie) et a fait l'école primaire à Paris. Il a commencé ses études musicales au Conservatoire d'État d'Ankara, avec Nimet Karatekin et Necil Kazim Akses. Grâce aux sources extrêmement riches (à l'époque) du Conservatoire d'Ankara et la médiathèque (tout aussi riche à l'époque) du Centre Culturel Français, l'élève Okonşar s'imprègne de la musique de Pierre Boulez, Edgar Varėse, Olivier Messiaen et Pierre Schaeffer, compositeurs qui vont le marquer sa vie durant.
Après environ un an et demi d'études au Conservatoire d'Ankara, de par la nomination de son père en Belgique il poursuit ses études au Conservatoire Royal de Musique de Bruxelles avec Jean-Claude Van den Eynden. Van den Eynden qui retravaille la technique non encore mûre de Okonşar est en fait un continuateur de l'école de Eduardo del Pueyo.
Les bases de la technique pianistique de del Pueoyo et de Van den Eynden repose sur les travaux de Marie Jaell, élève de Franz Liszt.
Un changement de gouvernement en Turquie et les tribulations politiques qui s'ensuivent en 1977 font que la famille Okonşar retourne en Turquie et Mehmet interrompt ses études pourtant prometteuses en Belgique. De retour au Conservatoire d'Ankara il se voit affecté dans la classe de Gülay Ugurata pour le piano et de Nevit Kodalli en composition musicale. Kodalli, dans une de ses leçons, dit avec un ton moqueur que les accords de résonance ("arc-en-ciel") de Messiaen ne sont rien d'autre que des clusters au hasard ; Okonşar quitte sa classe pour ne pas y revenir. Quant au cours de Ugurata il n'y a presque jamais participé.
Durant cette période il se lie avec le pianiste-chef d'orchestre Selman Ada. De cette amitié il retirera de très importants enseignements notamment sur la technique de Pierre Sancan dont Ada fut l'élève.
Le premier récital important d'Okonşar se situe à cette époque (1979). Il avait au programme les Préludes de Messiaen et les "Tableaux d'une Exposition" de Mussorgsky.
Juste avant le coup d'état militaire turc de 1980, la famille Okonşar se retrouve à Bruxelles, son père ayant gagné son procès contre l'État pour sa destitution précédente. Il reprend ses études avec Jean-Claude Van den Eynden. En 1980 il obtient le "Premier Prix" (avec Distinction). Au programme figurait la "Sonate Dante" de Liszt. À la suite du décès subit de son père il poursuit ses études au même Conservatoire avec une bourse d'État. Le "Diplôme Supérieur de Piano" (avec la plus Grande Distinction, Premier Nommé) arrive en 1986 avec au programme le Concerto pour piano op.42 de Arnold Schoenberg.
Tout de suite après il aura la possibilité de travailler avec une des plus grandes compositrices belges : Madame Jacqueline Fontyn. À la même époque il aura la possibilité de rencontrer un ancien élève de Messiaen : Claude Ballif. En 1989 il est diplômé de Composition-Orchestration du Conservatoire Royal de Bruxelles.
Le grand pianiste Alexis Weissenberg ayant écouté un enregistrement de Okonşar l'invite (avec une bourse) à étudier avec lui en Suisse. Cet enseignement qu'il recevra du pianiste légendaire laissera des traces ineffaçables.
Il adopte la nationalité belge en 1992 et se voit octroyer par le Président Suleyman Demirel le titre d'« Artiste de l'État » de la République de Turquie. Il s'installe à la suite de cette nomination avec sa femme, l'artiste peintre turque Lale Okonsar, en Turquie.
L'artiste vit à Istanbul et Ankara avec sa famille et poursuit une activité intense de concertiste, compositeur, écrivain et éducateur. Il gère simultanément ses compagnies de CD (LMO-Records) et de publication (inventor-musicæ).

## Carrière
Sa carrière démarre en 1982 avec le Premier Prix au concours international de Jeunes Virtuoses à Anvers. Il fait ses débuts avec orchestre avec le Troisième Concerto de Rachmaninoff. À ce prix s'ajouteront biens d'autres. Notamment Paris 1989 "J. S. Bach" à la Salle Gaveau : second prix ; 1990, Rome, Association Chopin "Premio Etruria" : Premier Prix ; et 1991, États-Unis, Utah, avec la participation de 1 100 concurrents, le sixième prix au concours Gina Bachauer (en).
En outre l'Académie des Arts Contemporains d'Enghien lui octroie pour ses compositions acoustiques et électroniques les médailles d'or et de bronze.
Le célèbre critique de la revue "Gramophone" Bryce Morrison écrit: "il sera un des pianistes les plus importants du XXIe siècle". David Ezra Okonşar a joué avec les orchestres : Utah Symphony, Antwerp Philharmonic, Poznań Philharmonic et Lublin Philharmonic. Il s'est produit avec les chefs tels que Joseph Silverstein, Charles Dutoit, Christof Escher.
En récital il s'est produit à Londres ("Royal Opera House"), Paris ("Salle Gaveau"), New York, San Francisco, Tokyo, Bruxelles, Anvers, Amsterdam ("Concertgebouw"), Rotterdam, Rome, Athènes, Calgary, Salt LakeCity, Ljubljana. Ses prestations, avec notamment le timbre puissant et raffiné qu'il extrait de son instrument, ses interprétations fidèles et originales à la fois, son répertoire éclectique et son charisme sur la scène, ont fait l'objet de nombreux articles en Europe, Amérique et au Japon.
Il a été invité en tant que juge au concours national de piano du Japon, organisé par le P.T.N.A. (“Piano Teachers National Association”). Se basant sur les recherches qu'il poursuit dans les domaines de la technologie appliquée à la musique, il fut invité pour donner une conférence sur le sujet au quartier général de Yamaha à Hamamatsu. Ses travaux et recherches ont fait l'objet d'une série télévisée conçue et présentée par Okonşar sur la chaîne nationale turque TRT 2.
Écrivain et musicologue prolifique il a été publié dans de nombreuses revues spécialisées en langue turque. Ses écrits pour la revue "Andante" de musique classique ont porté sur la décadence en Turquie mais aussi dans le monde de la musique classique en général, sous forme d'interviews imaginaires avec "Mephisto". Ses autres écrits ont traité de sujets comme les méthodes des compositeurs, le symbolisme en musique.
Okonşar écrit aussi en anglais, notamment pour sa maison d'édition.
Okonşar est un pianiste qui se fait souvent remarquer par sa programmation, par exemple la première du Concerto de Schoenberg à Istanbul, ou comme son interprétation du concerto de Lutoslawski en Pologne.

## Répertoire
Le répertoire de David Ezra Okonşar commence au début du XVIIe siècle (Le Fitzwilliam Virginal Book) et comprend entre autres Orlando Gibbons, Giles Farnaby. Il se poursuit jusque dans les années 1980 avec (entre autres) Karlheinz Stockhausen et Witold Lutoslawski. Les points les plus saillants de ce répertoire : de J.S. Bach "L'Art de la Fugue" sur orgue et clavecin ; les Variations Goldberg au piano, l'intégrale du Clavier Bien Tempéré. Mais aussi Arnold Schoenberg, Alban Berg et Anton Webern, l'intégrale. Une certaine prédilection pour le répertoire moderne voit le jour avec : Igor Stravinsky "Trois Mouvements de Petrouchka" la "Sequenza" pour piano de Luciano Berio et les pièces pour piano (Klavierstücke) de Karlheinz Stockhausen.

## Discographie

### En Solo sur sa propre compagnie "LMO-Records"
- J.S.BACH: Goldberg Variations (piano)
- J.S.BACH: The Well-Tempered Keyboard (piano) (intégrale, 48 préludes et fugues en 3 CD)
- J.S.BACH: The Art of Fugue (sur orgue et clavecin)
- J.S.BACH: The Musical Offering (avec des instruments électroniques)
- "Shadowy Arcade" improvisations au piano seul, en style libre.

### Sous d'autres marques
- "Live at Salt Lake City" : Récital, enregistrement en direct (1991).
- "TANGO, Best tangos by A. Piazzolla" : des arrangements personnels de Okonşar sur les meilleurs tangos de Astor Piazzolla.
- "Mehmet Okonşar Plays Gershwin" l'intégrale des œuvres de George Gershwin avec une transcription originale de la Rhapsodie en Bleu.

### CD où il apparaît partiellement
- "TRT Chœurs de Jeunesse 20. Année" : Une œuvre spécialement commandée par la TRT (Radio Télévision Nationale Turque) pour chœur a capella;
- "TRT Orchestre de Chambre" : J.S. Bach, concertos pour claviers en Fa min. et Sol min.

Suivant les principes de la "Musique Libre" (Free Music) l'artiste publie sur internet tous ses enregistrements dans leurs intégralité ainsi que ses écrits et compositions sous la licence GNU Licence Publique.

## Compositeur
David Ezra Okonşar Okonşar a commencé à composer la musique à l'âge de 11 ans, ses rôles modèles ont été Arnold Schoenberg et Pierre Boulez.
Une copie de la Troisième Sonate pour Piano de Boulez, trouvée à la bibliothèque du Conservatoire de l'État d'Ankara, a ouvert la voie à suivre pour ses compositions. Le Centre Culturel Français d'Ankara, avec l'impressionnante médiathèque qu'il possédait à l'époque, offrait de vastes et intéressantes possibilités d'écoute. Edgar Varèse, Pierre Schaeffer, Iannis Xenakis et Olivier Messiaen ont formé la sensibilité musicale du jeune Okonşar.
Les compositions de Okonşar ont été, dès le début, dans la voie d'explorer des formes et des ensembles inhabituels. Au cours des années 1980 le jazz atonal et les idiomes similaires contemporains dans la musique de Cecil Taylor, Bill Evans ont eu une influence supplémentaire non négligeable sur le sérialisme toujours largement présent dans les travaux de Okonşar. Les autres grandes influences extra-serielles qui ont façonné la musique de Okonşar sont Krzysztof Penderecki, Iannis Xenakis et György Ligeti.
La pratique de la musique électronique par Ligeti, Stockhausen, Xenakis, Pousseur et d'autres, dans les années soixante, a créé une approche complètement nouvelle et moderne de l'orchestration. Les ressources de l'orchestre classique se sont vu penser en termes d'« enveloppes sonores », de « filtres », « formants » et ainsi de suite. Mehmet Okonşar a aussi suivi un parcours similaire dans les années 1990.
La musique de Mehmet Okonşar est très structurée et elle stimule et invite à une approche analytique. Aujourd'hui, le compositeur utilise l'ordinateur dans un langage algorithmique et symbolique de programmation (LISP) pour créer une structure interne quasi-organique qui, selon le compositeur, est la condition sine qua non pour une composition musicale cohérente et intègre.
Cette structuration interne de base est présentée dans la notation de façon détaillée, précise, complexe et raffinée.
David Ezra Okonşar est récipiendaire de la Médaille d'Or à "l'Académie Internationale des Arts Contemporains d'Enghien", en Belgique, pour ses compositions.

### Liste des compositions
- Shir Ha Shirim  שיר השירים  Pour soprano et grand orchestre (2010).
- Tehillim תהלים  Pour solo vocal et petit orchestre (2010).
- Kaléidoscopes (2006-2009).

N1. pour Piano Première par le compositeur à Ankara.
N2. pour Orchestre de chambre à cordes, Marimba et Piano. Première sous la direction de Hakan Sensoy à Istanbul.
N3. pour Viola et Piano. Première par Çetin Aydar (viola) et le compositeur à Ankara.
- Percussion X (2005) Pour trois percussionnistes. Première à Ankara par le Trio SaNeNa.
- Temples of Kyoto (2004-2010) Trois pièces pour le Piano,

N1. Kinkaku-ji 金閣寺, Le Temple du Pavillon en Or, Première par le compositeur à Tokyo (dédiée à la mémoire de Mrs. Yasuko Fukuda).
N2. Tetsugaku no Michi, La Marche du Philosophe 哲学の道 (dédiée à Reiko et Masatsugu Sasaki).
N3. Ginkaku-ji 銀閣寺, Le Temple du Pavillon en Argent.
- Two Seascapes (2000) pour chœur a capella mixte. Première dirigée par Prof. Mustafa Apaydın, Ankara.
- Rhythm Studies pour Piano Solo séries 2 (2000).
- Rhythm Studies pour Piano Solo séries 1 (1999), inspiré par le "Schillinger System of Musical Composition".
- Oannés & Mr. Dunne (1990) Deux sketches pour improvisations pour un ou plusieurs pianos. Première par le compositeur à Bruxelles.
- Unknown (1989) pour Bass Clarinet et Percussion. Première à Bruxelles.
- Mandel Fractal Studies (1997) Cinq pièces pour le Piano basé sur les itérations de fractales.
- Emulation (1989) Cinq Pièces pour le Piano. Première par le compositeur à Istanbul.
- Chameleon (1987) Trois Pièces pour le Piano. Première par le compositeur à Bruxelles.